# Katsuhiko Nakajima
Katsuhiko Nakajima (中嶋 勝彦 Nakajima Katsuhiko?) (11 de marzo de 1988) es un luchador profesional y de artes marciales mixtas japonés que compite en Pro Wrestling NOAH.

## Carrera

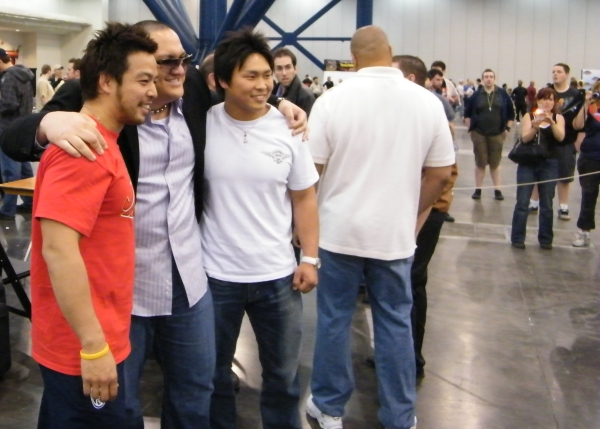
Samoa Joe posa feliz para una foto con Kenta y Katsuhiko Nakajima mientras D-Lo Brown saluda a los fans.

### Kensuke Office Pro Wrestling / Diamond Ring (2004-presente)
Nakajima fue entrenado por Kensuke Sasaki en el dojo de su empresa, Kensuke Office Pro Wrestling. Más tarde, Katsuhiko comenzaría a competir de forma regular en ella.

### All Japan Pro Wrestling (2023-2024)
Tras su salida de Pro Wrestling Noah en octubre de 2023, derrotó a Yuma Aoyagi para ganar el Campeonato Peso Pesado de Triple Corona por primera vez. Luego, ingresó a la Real World Tag League junto a Hokuto Omori , ganando el torneo en el puesto número 1 con 12 puntos. El dúo fracasó en su siguiente oportunidad por el título, perdiendo ante los hermanos Saito el 14 de enero de 2024.
A finales de año, el presidente de AJPW le consiguió a la superestrella de NXT Charlie Dempsey para desafiarlo por el Título Triple Corona Peso Pesado el 3 de enero en AJPW New Year Giant Series.
A principios de 2024, en la noche 1 de AJPW New Year Giant Series 2024, junto a Hideki Suzuki fueron derrotados por Charlie Dempsey & Yuma Anzai, al siguiente día en la noche 2 de AJPW New Year Giant Series, derrotó a Charlie Dempsey reteniendo el Campeonato Triple Corona Peso Pesado.
El 30 de marzo de 2024, perdió el Campeonato Peso Pesado Triple Corona ante Yuma Anzai después de 146 días. Abandonó AJPW poco después. 

### Regreso al Circuito Independiente (2024-presente)

#### GLEAT (2024-presente)
El 1 de julio, debutó para Gleat , derrotando a Takanori Ito en 11 minutos para ganar el Campeonato Mundial Lidet UWF.

## En lucha
- Movimientos finales
  - R-15[1][2] (High-speed spinning heel kick)[1]
  - Death Roll[1][2] (High-speed spinning heel a la nuca del oponente)
  - Twister[8] (Twisting brainbuster) - 2004-presente; adoptado de Masaaki Mochizuki
  - Twister II[9] (Spinning sitout suplex slam) - 2004-presente; adoptado de Masaaki Mochizuki
  - High-speed roundhouse kick a la cabeza del oponente[10]
  - Deadlift bridging German suplex,[1][2] a veces apresando la pierna del oponente[2]

- Movimientos de firma
  - Ankle lock
  - Brainbuster, a veces desde una posición elevada
  - Cross armbar
  - Diving moonsault
  - Dragon screw
  - Kip-up
  - Running elbow smash a un oponente arrinconado
  - Running lariat
  - Spinning legsweep
  - Springboard double foot stomp
  - Varios tipos de kick:
    - Diving gamengiri
    - Drop, a veces desde una posición elevada
    - High-speed sole
    - Múltiples stiff roundhouse al torso del oponente
    - Roundhouse a la cabeza de un oponente levantándose
    - Running jumping big boot
    - Running jumping high[2]
    - Spinning heel
    - Stiff shoot al pecho del oponente
    - Savate
    - Super

  - Varios tipos de suplex:
    - Belly to back, a veces desde una posición elevada
    - Bridging northern lights
    - Bridging straight jacket[2]
    - German
    - Underhook[2]
    - Vertical

- Mánagers
  - Akira Hokuto

- Apodos
  - "The Young Volcano"[1]
  - "Kats-kun"[1]

## Campeonatos y logros
- All Japan Pro Wrestling
  - Triple Crown Heavyweight Championship (1 vez)
  - AJPW All Asia Tag Team Championship (1 vez) – con Kensuke Sasaki
  - AJPW World Junior Heavyweight Championship (1 vez)
  - World's Strongest Tag Determination League (2023) — con Hokuto Omori
  - January 3rd Korakuen Hall Junior Heavyweight Battle Royal (2005)
  - AJPW Junior Tag League (2008) – con Ryuji Hijikata
  - SAMURAI! TV Cup Triple Arrow Tournament (2007) - con Kensuke Sasaki & Seiya Sanada

- Gleat
  - Lidet UWF World Championship (1 vez)

- Michinoku Pro Wrestling
  - MPW Tohoku Tag Team Championship (1 vez) – con Kensuke Sasaki

- New Japan Pro Wrestling
  - Yuko Six Man Tag Team Tournament (2004) – con Blue Wolf & Shinsuke Nakamura
  - Premio New Wave

- Pro Wrestling ZERO1-MAX
  - WWA World Junior Light Heavyweight Championship (1 vez)

- Pro Wrestling NOAH
  - GHC Heavyweight Championship (2 veces)
  - GHC National Championship (1 vez)
  - GHC Tag Team Championship (6 veces) – con Masa Kitamiya (3) y Go Shiozaki (3)
  - GHC Junior Heavyweight Championship (3 veces)
  - N-1 Victory (2020, 2021)

- Tenryu Project
  - Tenryu Project International Junior Heavyweight Tag Team Championship (1 vez) - con Satoshi Kajiwara

- Tokyo Sports Grand Prix
  - Principiante del año (2004)[11]
  - Espíritu de lucha (2005)[11]

- Pro Wrestling Illustrated
  - Situado en el Nº49 en los PWI 500 de 2006

- Wrestling Observer Newsletter
  - Lucha 5 estrellas (2023) vs. Kento Miyahara en One Night Dream el 15 de julio
  - Lucha 5¼ estrellas (2023) vs. Yuma Aoyagi en Giant Series — Día 6 el 5 de noviembre
  - Lucha 5.25 estrellas (2023) vs. Kento Miyahara en AJPW Mania X 2023 el 31 de diciembre

## Récord en artes marciales mixtas
| Resultado | Récord | Oponente    | Método          | Evento | Fecha                   | Ronda | Tiempo | Localización              | Notas |
| --------- | ------ | ----------- | --------------- | ------ | ----------------------- | ----- | ------ | ------------------------- | ----- |
| Victoria  | 1-0    | Jason Leigh | TKO (puñetazos) | X-1    | 6 de septiembre de 2003 | 1     | 1:25   | Yokohama, Kanagawa, Japón |       |